# Марковське (Міжріченський район)
Ма́рковське (рос. Марковское) — присілок у складі Міжріченського району Вологодської області, Росія. Входить до складу Сухонського сільського поселення.

## Населення
Населення — 11 осіб (2010; 9 у 2002).
Національний склад (станом на 2002 рік):
- росіяни — 100 %